# Galina Lijachova
Galina Vadímovna Lijachova –en ruso, Галина Вадимовна Лихачёва– (Sverdlovsk, URSS, 15 de julio de 1977) es una deportista rusa que compitió en patinaje de velocidad sobre hielo. 
Participó en dos Juegos Olímpicos de Invierno, en los años 2006 y 2010, obteniendo una medalla de bronce en Turín 2006, en la prueba de persecución por equipos (junto con Yekaterina Abramova, Yekaterina Lobysheva, Svetlana Vysokova y Varvara Barysheva).

## Palmarés internacional
| Juegos Olímpicos | Juegos Olímpicos | Juegos Olímpicos  | Juegos Olímpicos        |
| Año              | Lugar            | Medalla           | Prueba                  |
| ---------------- | ---------------- | ----------------- | ----------------------- |
| 2006             | Turín (Italia)   | Medalla de bronce | Persecución por equipos |